# Patrick Topaloff

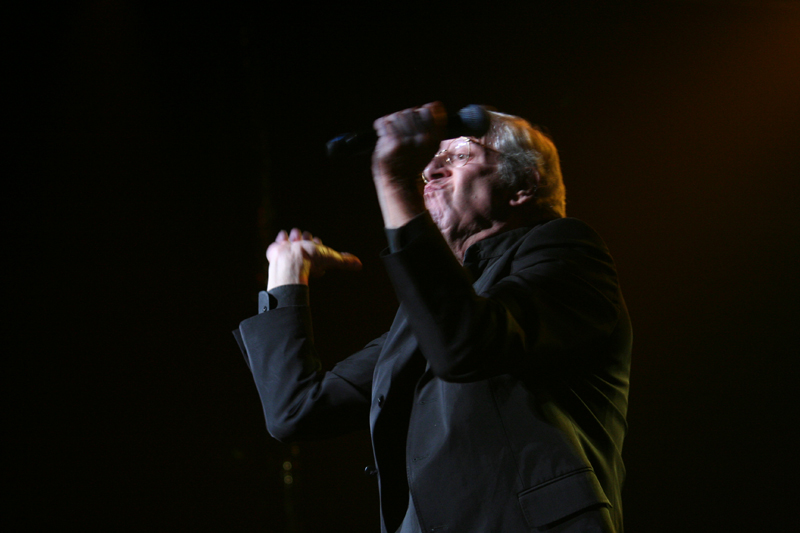
Patrick Topaloff

Patrick Topaloff (Parijs, 30 december 1944 - aldaar, 7 maart 2010) was een Frans komiek, zanger en acteur.

## Levensloop
Topaloff was de zoon van een Georgische vader en een Corsicaanse moeder. Hij begon zijn carrière bij de Franse radiozender Europe 1, waar zijn komische acts veel succes oogstten, vooral bij kinderen. De populaire zanger Claude François moedigde hem aan om te gaan zingen en zijn single "Il Vaut Bien Mieux Etre Jeune, Riche et Beau" werd een grote hit en de eerste van verschillende gouden platen.
Op het einde van de jaren zestig en in het begin van de jaren zeventig castte schrijver/regisseur Philippe Clair Topaloff in een aantal slapsticks, in de stijl van de Britse Carry On-reeks en van de Amerikaan Jerry Lewis (na de splitsing van het duo met Dean Martin). Zijn laatste speelfilm was Drôles de Zèbres met schrijver/regisseur Guy Lux in 1977.
Later overschaduwden problemen uit het privéleven van Topaloff zijn professionele activiteiten. Hij zat diep in de schulden en in 1995 werd hij veroordeeld tot een jaar gevangenisstraf wegens het niet betalen van alimentatiegeld en belastingen. Na vier maanden werd hij vervroegd vrijgelaten en startte hij een carrière in het theater. De autobiografie van Topaloff, Les Pleurs du Rire werd een bestseller. Hij overleed op 65-jarige leeftijd aan een hartinfarct.

## Discografie (45 toeren: kant A / kant B)
- 1970 : Qu'i m'énerv' / Hou là là
- 1971 : J'ai bien mangé, j'ai bien bu / Maman viens me chercher
- 1971 : Je ne suis pas aidé (album J'ai bien mangé, j'ai bien bu)
- 1971 : La Semaine des quatre jeudis / Docteur aïe aïe
- 1971 : Le Zénana (album J'ai bien mangé, j'ai bien bu)
- 1971 : Quand ça va pas faut faire aller / Il vaut bien mieux être jeune, riche et beau
- 1971 : Tout doucement le matin et pas trop vite le soir / La gendarmerie
- 1972 : Moi je suis fidèle / Le chagrin sans les copains
- 1972 : Tous les Allemands sont musiciens / Topaloff superstar
- 1973 : C'est la vie de château / Dans mon café au lait
- 1974 : La Star / L'Amour et le Métro
- 1974 : Le Couple idéal / Sous le soleil de Rio (met André Verchuren)
- 1974 : T'as le bonjour d'Alfred / Mets tes lunettes d'abord
- 1975 : Dans le trou là où / Ma gamelle
- 1975 : Les Batignolles / Allez relevez-vous
- 1976 : Ali be good / Topaloff à la coque
- 1976 : Allô ... Lola ... c'est Lolo / Dans ma baignoire
- 1976 : La Petite Bouffe (album Topaloff de Noël)
- 1976 : Perlinpinpin / La peur du gendarme
- 1976 : Topaloff de Noël
- 1978 : Germane / Ma perruche
- 1978 : Les Rois du skateboard / Fin de saison pour un plagiste
- 1978 : Où est ma ch'mise grise ? (duo met Sim) / Ma belle américaine
- 1979 : Frenchy / La petite fanfare
- 1980 : Souffler dans l' ballon / Un p'tit peu d'air ça fait du bien
- 1981 : Ta ka alé / Doubidou bidou
- 1984 : J'ai plus d'sous / Le blues du PDG
- 1984 : Kataï le passe-muraille / Ginette et Raoul
- 1987 : Il est venu pour les vacances / Véronique
- 1988 : La vie c'est pan ! pan ! cul ! cul !
- 1990 : Va t'faire cuire un œuf (duo met Charlotte Julian)
- 1996 : Je monte dans le train (cd "Patrick Topaloff")
- 1996 : Je ne suis pas bien portant (cd "Patrick Topaloff")
- 1996 : La Saga des spermatos (cd "Patrick Topaloff")
- 1996 : Le rap du bègue (cd "Patrick Topaloff")
- 1996 : Plaidoirie d'un avocat de la défonce (cd "Patrick Topaloff")
- 2003 : Où est ma ch'mise grise ? / C'est vraiment très intéressant
- 2004 : Hector le croque-mort

## Discografie: albums
- 1971 : J'ai bien mangé, j'ai bien bu
- 1976 : Topaloff de Noël
- 1982 : Les Fables de La Fontaine
- 1996 : cd Patrick Topaloff

## Filmografie
- 1967 : Les Poneyttes : radio-omroeper
- 1968 : Erotissimo : 2e speaker op RT2
- 1973 : La Brigade en folie
- 1973 : La Tontaine (TV) : Ambroise
- 1973 : La Vie rêvée de Vincent Scotto (TV) :advocaat
- 1974 : Le Plumard en folie : Monsieur Loyal
- 1974 : Le Führer en folie : Johnny
- 1974 : Par ici la monnaie : Wolfgang Amadeus Bozard
- 1975 : Trop c'est trop
- 1977 : Drôles de zèbres : Anatole Fridum
- 2005 : Rue des vertus (korte film)
- 2009 : L'Affaire Salengro van Yves Boisset (TV)

- Bibliothèque nationale de France: cb136000191 (data)
- International Standard Name Identifier: 0000 0003 7204 446X
- MusicBrainz: 99eb2602-a576-484d-8fb3-c182b271a68f
- Système universitaire de documentation: 053492757
- Virtual International Authority File: 74023777